# 伯克郡郡旗
伯克郡郡旗是英格兰伯克郡的旗幟，並於2017年3月正式在旗幟學會注冊為郡旗。郡旗從數款提議中選出，注冊前曾使用伯克郡議會的旗幟暫代。